# Wiernsheim
Wiernsheim è un comune tedesco di 6.563 abitanti, situato nel land del Baden-Württemberg.

## Geografia fisica

### Posizione Geografica
La località è situata in Heckengäu sulla cosiddetta Platte (tradotto in Italiano, piana) a circa 150 m al di sopra della Valle dell'Enz. Le principali strade che da nord-sud o est-ovest l'attraversano sono la L1134 e la L1135.

### Comunità costituenti
Il comune Wiernsheim comprende le frazioni un tempo indipendenti di Iptingen, Pinache e Serres. Dopo la sua costituzione, il nome di tale antiche comunità sopravvisse come parte della toponomastica.

## Storia

### Panoramica
La fondazione dei nuclei più antichi di Wiernsheim e Iptingen risale al periodo compreso tra il 500 e il 700. I due luoghi furono menzionati per la prima volta XII secolo e arrivarono nel Württemberg nel 1504 tramite il monastero di Maulbronn. I distretti di Pinache e Serres furono fondati nel 1699 da profughi religiosi (valdesi), ai quali il duca di Württemberg aveva assegnato terre nell'attuale Italia settentrionale dopo la loro espulsione dal Piemonte.
Quando il giovane Regno del Württemberg fu riorganizzato all'inizio del XIX secolo, i quattro luoghi furono trasferiti dal monastero al Maulbronn Oberamt. Nel 1842 Iptingen si trasferì nell'Oberamt Vaihingen, mentre Wiernsheim, Pinache e Serres rimasero con l'Oberamt (o dal 1934 al 1938 con il distretto) Maulbronn fino al 1934. Durante la riforma del distretto nell'era nazista nel Württemberg, tutte e quattro le città divennero parte del distretto di Vaihingen nel 1938. Nel 1945 i luoghi caddero nella zona di occupazione americana e quindi appartenevano allo stato di recente fontana del Württemberg-Baden, che fu aggiunto allo stato del Württemberg-Baden nel 1952. A causa della riforma del distretto nel Baden-Württemberg i luoghi arrivarono all'Enzkreis nel 1973. Nel corso della riforma municipale del Baden-Württemberg, il 1º gennaio 1970 è stata costruita la municipalità di Pinache. Il 1º gennaio furono incorporati i comuni di Iptingen e Serres.

### Quartieri

#### Wiernsheim
Wiernsheim fu probabilmente fondata in epoca francone (500-700 d.C.) e dal 1259 fu di proprietà del monastero di Maulbronn. Quando il monastero divenne parte del Württemberg dopo la guerra di successione bavarese-palatina nel 1504, anche Wiernsheim divenne parte del Württemberg e divenne protestante nel 1535. Nel museo del macinacaffè, un edificio storico ristrutturato, c'è la collezione unica e più grande di macinacaffè in Germania con reperti di tre secoli. A settembre 2013 è entrato in funzione il centro di formazione con il suo innovativo sistema di riscaldamento (pompa di calore con accumulo solare di ghiaccio).

#### Pinache
Pinache è un villaggio valdese. Il luogo è stato fondato nel 1699 in modo che i rifugiati religiosi della Valle del Chisone potessero stabilirsi lì. La più antica chiesa valdese della Germania si trova a Pinache ed è stata costruita nel 1721.

#### Serres
Serres è anche un villaggio valdese ed è stata fondata contemporaneamente a Pinache. Lo stemma del luogo con le sette stelle e la fiamma ardente è fortemente ispirato allo stemma dei Valdesi. L'11 aprile 1945, il 75% degli edifici di Serres fu distrutto da bombe incendiarie a seguito di un raid aereo. Durante la ricostruzione è stata preservata la struttura tipica del villaggio valdese. Nel novembre 2009 è stato inaugurato a Serres il primo asilo nido plus-energy della Germania. Nel 2010 ha vinto un premio concorso "Protezione del clima municipale" nella categoria "Misure tecniche innovative in un edificio comunale", che ha assegnato al comune 40.000 euro di premi in denaro.

#### Iptingen
A causa della fine del toponimo in -ingen, Iptingen dovrebbe essere considerata una fondazione allemanica antecedente al 500 d.C. La prima menzione documentata di Iptingen risale al 1120 circa. Il 4 febbraio 1206, re Filippo confermò la restituzione della proprietà a Iptingen, che Ulrich da Iptingen aveva prima ceduto al monastero di Maulbronn, ma che fu successivamente venduta al conte palatino di Tubinga. Tra gli edifici di Iptingen vi è la chiesa fortificata, che risale a un antico castello, menzionato per la prima volta nel 1994. Il campanile di oggi è ancora il vecchio castello ad eccezione della parte a graticcio con orologio e campane che fu aggiunta in seguito. Intorno al 1250 furono aggiunte alle scorte gli arbusti ad anello ancora oggi conservanti. Nel 1504 il Württemberg ha assunto sovranità sul monastero di Maulbronn e quindi anche su Iptingen. Il luogo era evangelico durante la riforma in 1535 e subordinato all'ufficio monastero di Maulbronn nel 1557.

## Religione
Con la Riforma, Wiernsheim, come tutto il Württemberg, divenne protestante. Le parrocchie dei Valdesi protestanti, che si stabilirono a Pinache e Serres nel 1699, sono state nel frattempo incorporate nella Chiesa evangelica. Alla fine del XVIII secolo, Johann Georg Rapp guidò una comunità di pietisti radicali di Iptingen, la maggior parte dei quali emigrò in Nord America con Rapp all'inizio del XIX secolo. Oggi ci sono diverse parrocchie protestanti (per esempio, la Chiesa di Mauritius), nonché una congregazione cattolica romana e una neo-apostolica.